# سرافین اوکمبا
سرافین اوکمبا (فرانسوی: Séraphine Okemba‎؛ زادهٔ ۳ دسامبر ۱۹۹۵) بازیکن راگبی ۷ نفره زن اهل فرانسه است.
وی در مسابقات کشوری و بین‌المللی در مجموع برندهٔ ۱ مدال نقره شده‌است.